# Sankt Katharinen, Bad Kreuznach
Sankt Katharinen là một đô thị thuộc huyện Bad Kreuznach trong bang Rheinland-Pfalz, phía tây nước Đức. Đô thị Sankt Katharinen, Bad Kreuznach có diện tích 1,7 km², dân số thời điểm ngày 31 tháng 12 năm 2006 là 343 người.